# Graham DeLaet
Graham DeLaet (nascido em 22 de janeiro de 1982) é um golfista profissional canadense que joga na PGA Tour. Irá representar o Canadá no individual masculino do golfe nos Jogos Olímpicos de Verão de 2016, no Rio de Janeiro, Brasil.